# Atyria reducta
Atyria reducta är en fjärilsart som beskrevs av Felder 1874. Atyria reducta ingår i släktet Atyria och familjen mätare. Inga underarter finns listade i Catalogue of Life.